# Хрисеида
Хрисеида (др.-греч. Χρυσηΐς) — мифологический персонаж, одна из центральных фигур сюжета поэмы Гомера «Илиада». Хрисеида — «отчество», прозвище по отцу, дочери жреца бога Аполлона — Хриса, имя которого, впрочем, также не собственное, а название святилища Аполлона («золотое»). Согласно схолиям к Гомеру, её звали Астинома.
Во время Троянской войны Хрисеида жила в Хрисе и была захвачена греками при взятии Фив Плакийских.
Как доля в военной добыче она была отдана вождю греческого войска, царю Микен Агамемнону, который использовал её как наложницу. В греческий лагерь явился её отец с просьбой выкупить её. Однако Агамемнон в оскорбительной форме отказал ему. Хрис взмолился к Аполлону, прося наказать обидчиков. Аполлон насылает на лагерь греков мор, эпидемию. Прорицатель Калхант по просьбе Ахилла, согласившегося вступиться, объявляет причину бедствия. Агамемнон нехотя соглашается, оправдываясь, что собирался сделать Хрисеиду женой, и даже предпочёл бы её своей нынешней супруге Клитемнестре. По решению собрания Хрисеида отправляется к отцу с Одиссеем, дарами и жертвами для бога Аполлона.
Хрис получает дочь, Аполлон дары и жертвы, мор прекращается. Однако Агамемнон затаил злобу на Ахилла, который инициировал разбирательство и поручился за безопасность прорицателя. Согласившись вернуть Хрисеиду, царь ещё на собрании угрожает отобрать у Ахилла его наложницу Брисеиду, пленную дочь Бриса, а затем и приводит в исполнение. С этих событий начинается конфликт Агамемнона и Ахилла — основа сюжета Илиады.
У Гомера Агамемнон заявляет, что оставил её девушкой, но римский автор Луцилий сомневался в этом. Из других источников известен миф, что Хрисеида родила от Агамемнона ребёнка, который был воспитан Хрисом и назван в его честь. Позднее к острову, где жил Хрис, причалил корабль Ореста и Ифигении, детей Агамемнона от законной жены, Клитемнестры, которые бежали от царя Тавриды. Хрисеида советовала выдать беглецов преследовавшему их царю, но Хрис по совету деда оказал помощь Оресту, своему единокровному брату. Предположительно об этом рассказывалось в трагедии Софокла «Хрис» и в её латинской переделке, созданной Марком Пакувием (текст обеих пьес почти полностью утрачен).
В средние века имя Хрисеиды писали Грессида, затем Крессида (см. «Троил и Крессида» — пьеса Шекспира).
В честь Хрисеиды названы астероиды (202) Хрисеида, открытый в 1879 году и (548) Крессида, открытый в 1904 году, а также спутник Урана Крессида, открытый в 1986 году.